# Ingrid Alexandra da Noruega
Ingrid Alexandra de Eslésvico-Holsácia-Sonderburgo-Glücksburgo (Oslo, 21 de janeiro de 2004) é a filha mais velha do príncipe herdeiro Haakon e da princesa herdeira Mette-Marit, e neta do rei Haroldo V, segunda na linha de sucessão ao trono norueguês, depois de seu pai, espera-se que ela se torne a segunda mulher monarca do país, depois da rainha Margarida do século XV.

## Nascimento, batismo e confirmação
A princesa Ingrid Alexandra da Noruega nasceu às 9h13min do dia 21 de janeiro de 2004, no Hospital Nacional de Oslo na Noruega. Na ocasião, pesava 3.686 kg e media 51 cm. O seu nome foi revelado no dia seguinte: Ingrid, para homenagear sua bisavó materna, Ingrid Høiby; e Alexandra, para homenagear o rei Olavo V da Noruega, nascido como Príncipe Alexandre da Dinamarca. Ao anunciar os nomes, o primeiro-ministro Kjell Magne Bondevik declarou que eles tinham uma longa tradição nos países nórdicos e dentro da própria família real norueguesa.
Foi batizada em 17 de abril de 2004 em uma cerimônia discreta realizada no Palácio Real de Oslo, conduzida pelo bispo Gunnar Stålsett. Os seus padrinhos são: seu avô paterno o rei Haroldo V da Noruega; o Rei Frederico X da Dinamarca (então ainda Príncipe Herdeiro); a princesa Victória, Princesa Herdeira da Suécia; o rei Filipe VI da Espanha (então ainda Príncipe das Astúrias); a princesa Marta Luísa da Noruega (sua tia paterna); e seu avó materna Marit Tjessem. Os Reis Frederico X da Dinamarca e o Filipe VI da Espanha não atenderam a cerimônia por estarem há apenas alguns dias de seus casamentos.
Em 31 de agosto de 2019, Ingrid fez a sua confirmação na Capela Privada do Palácio Real de Oslo, localizado na Noruega. A cerimônia contou com a presença de todos os seus padrinhos, além de membros do Governo Norueguês, da Igreja da Noruega e de sua família real norueguesa. Também atenderam a cerimônia, a Mary Elizabeth, Princesa Herdeira da Dinamarca e o Príncipe Christian da Dinamarca, criança primogênita do seu padrinho o príncipe herdeiro Frederick da Dinamarca e a sua esposa Mary Elizabeth.  
Em 17 de Fevereiro de 2022, foi oferecido um jantar de gala no Palácio Real de Oslo em comemoração aos 18 anos da princesa , que faz aniversário em 21 de janeiro, mas que devido a pandemia do COVID-19 aconteceu somente 5 meses depois. Neste mesmo evento a princesa Ingrid Alexandra usou pela primeira vez uma tiara. O evento contou com chefes de casas reais e aristocratas, além de membros da família real norueguesa.

## Educação e interesses
Em 2006, a Princesa Ingrid Alexandra começou a frequentar um centro de atendimento diário em Asker. Em agosto de 2010, ingressou em uma escola primária pública chamada Jansløkka School, nos arredores da cidade de Oslo, tal como seu meio-irmão mais velho, Marius, e, mais tarde, seu irmão mais novo, o príncipe Sverre Magno da Noruega (nascido em 2005).
Em agosto de 2014, aos 10 anos de idade, a princesa Ingrid Alexandra passou a frequentar o Colégio Internacional de Oslo. A mudança de escola visava reforçar os estudos da língua inglesa da herdeira ao trono da Noruega.
Em agosto de 2019, Ingrid ingressou na Uranienborg School, localizada na cidade de Oslo. 
A princesa, incentivada por seus pais, tem interesse em viajar e conhecer outras culturas, na natureza, e em esportes como o surfe, kick boxing e esqui. 
Ela também gosta de cães.

## Aparições públicas

Monograma real da princesa Ingrid Alexandra da Noruega

Como filha herdeira do atual príncipe herdeiro norueguês, a princesa Ingrid Alexandra da Noruega é vista constantemente em público, participando de atividades públicas oficiais da família real norueguesa, como o Dia da Constituição Norueguesa. Também é comum a família real norueguesa divulgar fotos oficiais inéditas para celebrar datas comemorativas, como quando ela completou 10 anos de idade. Usuária das redes sociais, a mãe da princesa (a Mette-Marit, Princesa Herdeira da Noruega) também costuma compartilhar fotos da família e da filha Ingrid.
Em 19 de junho de 2010, a princesa Ingrid Alexandra da Noruega foi uma das damas de honra do Grande Casamento Real Sueco da sua madrinha a princesa Victória, Princesa Herdeira da Suécia com Daniel Westling, que aconteceu na Catedral de São Nicolau de Estocolmo, localizada na Suécia. 
Em 2016, Ingrid acendeu a tocha olímpica dos Jogos Olímpicos da Juventude de Lillehammer. Neste mesmo ano, ela também atendeu à abertura do Princess Ingrid Alexandra Sculpture Park, nomeado em sua honra. 
Em 2018, foi uma das anfitriãs do príncipe William do Reino Unido, Duque de Cambridge e sua de sua esposa Catherine, Duquesa de Cambridge quando o casal visitou oficialmente a Noruega. 
Em agosto de 2019, por ocasião de sua confirmação, a Casa Real Norueguesa divulgou uma coleção especial de fotos oficiais inéditas dela.   Nesta ocasião também, a princesa Ingrid Alexandra da Noruega fez um discurso agradecendo pelos presentes recebidos e pela presença dos convidados.  

## Ancestrais
|  |                                              |  |  |  |  |  |  |  |  |  |  |  |  |  |  |  |
|  | 16. Haakon VII da Noruega                    |  |  |  |  |  |  |  |  |  |  |  |  |  |  |  |
|  |                                              |  |  |  |  |  |  |  |  |  |  |  |  |  |  |  |
|  |                                              |  |  |  |  |  |  |  |  |  |  |  |  |  |  |  |
|  | 8. Olavo V da Noruega                        |  |  |  |  |  |  |  |  |  |  |  |  |  |  |  |
|  |                                              |  |  |  |  |  |  |  |  |  |  |  |  |  |  |  |
|  |                                              |  |  |  |  |  |  |  |  |  |  |  |  |  |  |  |
|  | 17. Princesa Maud de Gales                   |  |  |  |  |  |  |  |  |  |  |  |  |  |  |  |
|  |                                              |  |  |  |  |  |  |  |  |  |  |  |  |  |  |  |
|  |                                              |  |  |  |  |  |  |  |  |  |  |  |  |  |  |  |
|  | 4. Haroldo V da Noruega                      |  |  |  |  |  |  |  |  |  |  |  |  |  |  |  |
|  |                                              |  |  |  |  |  |  |  |  |  |  |  |  |  |  |  |
|  |                                              |  |  |  |  |  |  |  |  |  |  |  |  |  |  |  |
|  | 18. Carlos, Duque da Gotalândia Ocidental    |  |  |  |  |  |  |  |  |  |  |  |  |  |  |  |
|  |                                              |  |  |  |  |  |  |  |  |  |  |  |  |  |  |  |
|  |                                              |  |  |  |  |  |  |  |  |  |  |  |  |  |  |  |
|  | 9. Marta da Suécia                           |  |  |  |  |  |  |  |  |  |  |  |  |  |  |  |
|  |                                              |  |  |  |  |  |  |  |  |  |  |  |  |  |  |  |
|  |                                              |  |  |  |  |  |  |  |  |  |  |  |  |  |  |  |
|  | 19. Princesa Ingeborg de Dinamarca           |  |  |  |  |  |  |  |  |  |  |  |  |  |  |  |
|  |                                              |  |  |  |  |  |  |  |  |  |  |  |  |  |  |  |
|  |                                              |  |  |  |  |  |  |  |  |  |  |  |  |  |  |  |
|  | 2. Haakon, Príncipe Herdeiro da Noruega      |  |  |  |  |  |  |  |  |  |  |  |  |  |  |  |
|  |                                              |  |  |  |  |  |  |  |  |  |  |  |  |  |  |  |
|  |                                              |  |  |  |  |  |  |  |  |  |  |  |  |  |  |  |
|  | 20. Halvor Haraldsen                         |  |  |  |  |  |  |  |  |  |  |  |  |  |  |  |
|  |                                              |  |  |  |  |  |  |  |  |  |  |  |  |  |  |  |
|  |                                              |  |  |  |  |  |  |  |  |  |  |  |  |  |  |  |
|  | 10. Karl August Haraldsen                    |  |  |  |  |  |  |  |  |  |  |  |  |  |  |  |
|  |                                              |  |  |  |  |  |  |  |  |  |  |  |  |  |  |  |
|  |                                              |  |  |  |  |  |  |  |  |  |  |  |  |  |  |  |
|  | 21. Carethe Josephine Nielsen                |  |  |  |  |  |  |  |  |  |  |  |  |  |  |  |
|  |                                              |  |  |  |  |  |  |  |  |  |  |  |  |  |  |  |
|  |                                              |  |  |  |  |  |  |  |  |  |  |  |  |  |  |  |
|  | 5. Sônia da Noruega                          |  |  |  |  |  |  |  |  |  |  |  |  |  |  |  |
|  |                                              |  |  |  |  |  |  |  |  |  |  |  |  |  |  |  |
|  |                                              |  |  |  |  |  |  |  |  |  |  |  |  |  |  |  |
|  | 22. Johan Christian Ulrichsen                |  |  |  |  |  |  |  |  |  |  |  |  |  |  |  |
|  |                                              |  |  |  |  |  |  |  |  |  |  |  |  |  |  |  |
|  |                                              |  |  |  |  |  |  |  |  |  |  |  |  |  |  |  |
|  | 11. Dagny Ulrichsen                          |  |  |  |  |  |  |  |  |  |  |  |  |  |  |  |
|  |                                              |  |  |  |  |  |  |  |  |  |  |  |  |  |  |  |
|  |                                              |  |  |  |  |  |  |  |  |  |  |  |  |  |  |  |
|  | 23. Berntine Marie Hansen                    |  |  |  |  |  |  |  |  |  |  |  |  |  |  |  |
|  |                                              |  |  |  |  |  |  |  |  |  |  |  |  |  |  |  |
|  |                                              |  |  |  |  |  |  |  |  |  |  |  |  |  |  |  |
|  | 1. Princesa Ingrid Alexandra de Noruega      |  |  |  |  |  |  |  |  |  |  |  |  |  |  |  |
|  |                                              |  |  |  |  |  |  |  |  |  |  |  |  |  |  |  |
|  |                                              |  |  |  |  |  |  |  |  |  |  |  |  |  |  |  |
|  | 24. Kristian Olsen Høiby                     |  |  |  |  |  |  |  |  |  |  |  |  |  |  |  |
|  |                                              |  |  |  |  |  |  |  |  |  |  |  |  |  |  |  |
|  |                                              |  |  |  |  |  |  |  |  |  |  |  |  |  |  |  |
|  | 12. Bjarne Høiby                             |  |  |  |  |  |  |  |  |  |  |  |  |  |  |  |
|  |                                              |  |  |  |  |  |  |  |  |  |  |  |  |  |  |  |
|  |                                              |  |  |  |  |  |  |  |  |  |  |  |  |  |  |  |
|  | 25. Ellen Bjørnsdatter Serine                |  |  |  |  |  |  |  |  |  |  |  |  |  |  |  |
|  |                                              |  |  |  |  |  |  |  |  |  |  |  |  |  |  |  |
|  |                                              |  |  |  |  |  |  |  |  |  |  |  |  |  |  |  |
|  | 6. Sven Olaf Bjarne Høiby                    |  |  |  |  |  |  |  |  |  |  |  |  |  |  |  |
|  |                                              |  |  |  |  |  |  |  |  |  |  |  |  |  |  |  |
|  |                                              |  |  |  |  |  |  |  |  |  |  |  |  |  |  |  |
|  | 26. Osmund Salvesen Tvedt                    |  |  |  |  |  |  |  |  |  |  |  |  |  |  |  |
|  |                                              |  |  |  |  |  |  |  |  |  |  |  |  |  |  |  |
|  |                                              |  |  |  |  |  |  |  |  |  |  |  |  |  |  |  |
|  | 13. Ingrid Andrea Tvedt                      |  |  |  |  |  |  |  |  |  |  |  |  |  |  |  |
|  |                                              |  |  |  |  |  |  |  |  |  |  |  |  |  |  |  |
|  |                                              |  |  |  |  |  |  |  |  |  |  |  |  |  |  |  |
|  | 27. Amalie Kathrine Schølberg                |  |  |  |  |  |  |  |  |  |  |  |  |  |  |  |
|  |                                              |  |  |  |  |  |  |  |  |  |  |  |  |  |  |  |
|  |                                              |  |  |  |  |  |  |  |  |  |  |  |  |  |  |  |
|  | 3. Mette-Marit, Princesa Herdeira da Noruega |  |  |  |  |  |  |  |  |  |  |  |  |  |  |  |
|  |                                              |  |  |  |  |  |  |  |  |  |  |  |  |  |  |  |
|  |                                              |  |  |  |  |  |  |  |  |  |  |  |  |  |  |  |
|  | 28. Johannes Samuelson Tjessem               |  |  |  |  |  |  |  |  |  |  |  |  |  |  |  |
|  |                                              |  |  |  |  |  |  |  |  |  |  |  |  |  |  |  |
|  |                                              |  |  |  |  |  |  |  |  |  |  |  |  |  |  |  |
|  | 14. Sverre Tjessem                           |  |  |  |  |  |  |  |  |  |  |  |  |  |  |  |
|  |                                              |  |  |  |  |  |  |  |  |  |  |  |  |  |  |  |
|  |                                              |  |  |  |  |  |  |  |  |  |  |  |  |  |  |  |
|  | 29. Elisabet Tollaksdatter Mysse             |  |  |  |  |  |  |  |  |  |  |  |  |  |  |  |
|  |                                              |  |  |  |  |  |  |  |  |  |  |  |  |  |  |  |
|  |                                              |  |  |  |  |  |  |  |  |  |  |  |  |  |  |  |
|  | 7. Marit Tjessem                             |  |  |  |  |  |  |  |  |  |  |  |  |  |  |  |
|  |                                              |  |  |  |  |  |  |  |  |  |  |  |  |  |  |  |
|  |                                              |  |  |  |  |  |  |  |  |  |  |  |  |  |  |  |
|  | 30. Tormod Torsteinsen Fosso                 |  |  |  |  |  |  |  |  |  |  |  |  |  |  |  |
|  |                                              |  |  |  |  |  |  |  |  |  |  |  |  |  |  |  |
|  |                                              |  |  |  |  |  |  |  |  |  |  |  |  |  |  |  |
|  | 15. Brita Tormodsdatter Fosso                |  |  |  |  |  |  |  |  |  |  |  |  |  |  |  |
|  |                                              |  |  |  |  |  |  |  |  |  |  |  |  |  |  |  |
|  |                                              |  |  |  |  |  |  |  |  |  |  |  |  |  |  |  |
|  | 31. Eli Olafsdatter Kjosås                   |  |  |  |  |  |  |  |  |  |  |  |  |  |  |  |
|  |                                              |  |  |  |  |  |  |  |  |  |  |  |  |  |  |  |
|  |                                              |  |  |  |  |  |  |  |  |  |  |  |  |  |  |  |

## Títulos e honras

### Títulos e estilos
- 21 de janeiro de 2004 – presente: Sua Alteza Real, Princesa Ingrid Alexandra da Noruega

A princesa Ingrid Alexandra é a única criança nascida de seu pai (o atual príncipe Haakon, Príncipe Herdeiro da Noruega) a ter desde o nascimento o tratamento de "Sua Alteza Real", uma vez que o seu irmão caçula o príncipe Sverre Magno da Noruega (nascido em 2005), apesar de ter nascido com o título de príncipe norueguês, tem apenas o tratamento menor e oficial de "Sua Alteza".

### Honras norueguesas
- Medalha Centenária da Casa Real (25 de novembro de 2005)[26]

- Medalha do Jubileu de Prata de Haroldo V da Noruega (17 de janeiro de 2016)[27]
- Grã-Cruz da Ordem de Santo Olavo (21 de janeiro de 2022)[26]
- Ordem da Família Real do Rei Haroldo V (21 de janeiro de 2022)[26]

### Honras estrangeiras
- Dama da Ordem do Elefante (21 de janeiro de 2022)[26][28]